# II. Division (voetbal Duitsland)
De II. Division (ook 2. Liga of 2. Oberliga genoemd) was van 1949 tot 1963 een competitie in het Duitse voetbalsysteem. De competitie fungeerde als tweede hoogste klasse onder de Oberliga West (vanaf 1949), Oberliga Süd (vanaf 1950) en Oberliga Südwest (vanaf 1951). In het gebied van de Oberliga Nord en Berliner Stadtliga waren er onder de Oberliga één of meerdere amateurliga's.
De kampioen en vicekampioen promoveerden naar de Oberliga, de twee laatsten degradeerden naar de Landesliga. Door de oprichting van de Bundesliga in 1963 werd de II. Division afgeschaft en vervangen door de Regionalliga.

## Kampioenen
| Jaar    | West                                                | Südwest                     | Süd                   |
| ------- | --------------------------------------------------- | --------------------------- | --------------------- |
| 1949/50 | Rheydter SV Groep 1 Sportfreunde Katernberg Groep 2 | -                           | -                     |
| 1950/51 | Meidericher SV Groep 1 Bayer 04 Leverkusen Groep 2  | -                           | Stuttgarter Kickers   |
| 1951/52 | SV Sodingen Groep 1 Borussia M.-Gladbach Groep 2    | VfR Kirn                    | TSG Ulm 46            |
| 1952/53 | VfL Bochum                                          | ASV Landau                  | SSV Jahn Regensburg   |
| 1953/54 | Duisburger SpV                                      | Sportfreunde 05 Saarbrücken | TSV Schwaben Augsburg |
| 1954/55 | Wuppertaler SV                                      | SpVgg Andernach             | TSV 1860 München      |
| 1955/56 | VfL Bochum                                          | Sportfreunde 05 Saarbrücken | Freiburger FC         |
| 1956/57 | Hamborn 07                                          | SV St. Ingbert              | TSV 1860 München      |
| 1957/58 | STV Horst-Emscher                                   | SpVgg Weisenau              | SV Waldhof Mannheim   |
| 1958/59 | SV Hamborn 07                                       | VfR Kaiserslautern          | Stuttgarter Kickers   |
| 1959/60 | SV Sodingen                                         | SV Niederlahnstein          | SV Waldhof Mannheim   |
| 1960/61 | Schwarz-Weiß Essen                                  | VfR Kaiserslautern          | BC Augsburg           |
| 1961/62 | Bayer 04 Leverkusen                                 | SV Niederlahnstein          | Hessen Kassel         |
| 1962/63 | VfB Bottrop                                         | Phönix Ludwigshafen         | FSV Frankfurt         |